# Myzostoma asteriae
Myzostoma asteriae is een ringworm uit de familie Myzostomatidae.
Myzostoma asteriae werd in 1895 voor het eerst wetenschappelijk beschreven door Marenzeller.